# Seri Industrial
Seri Industrial S.p.A. è una Compagnia di investimenti, attiva nel settore degli accumulatori di energia.
È quotata alla Borsa di Milano nell'indice FTSE Italia Small Cap.

## Storia
La Società è stata costituita in data 21 maggio 1991. È una holding di partecipazioni che svolge attività prevalentemente finanziaria, di controllo e di marketing strategico per le società facenti parte del proprio Gruppo, operante nel settore della materie plastiche e degli accumulatori elettrici. Le azioni sono negoziate dal febbraio 2001 sul Mercato telematico azionario (MTA) di Borsa Italiana.
Una società del Gruppo ha in corso di completamento un impianto per la produzione di celle e moduli al litio a Teverola, nell'ambito del programma di reindustrializzazione del sito ex Indesit/Whirlpool. È il primo impianto nazionale e tra i primi in Europa.

## Consiglio d'Amministrazione
- Presidente: Roberto Maviglia
- Amministratore Delegato: Vittorio Civitillo
- Consigliere esecutivo: Andrea Civitillo
- Consigliere esecutivo e vice presidente: Luciano Orsini
- Consigliere: Fabio Borsoi
- Consigliere: Manuela Morgante
- Consigliere: Annalisa Cuccaro

## Azionariato
La Società è controllata indirettamente da SE.R.I. S.p.A. che controlla al 100% INDUSTRIAL S.P.A. che possiede il 65,57% della Società.